# Anita no perd el tren
Anita no perd el tren és una pel·lícula de Ventura Pons basada en la novel·la Bones obres de Lluís-Anton Baulenas i protagonitzada per Rosa Maria Sardà, José Coronado i Mercè Arànega.

## Argument
Anita veu com les més de tres dècades que ha estat treballant de taquillera en un cinema de barri s'enfonsen literalment: fan caure el local per donar pas a unes multisales i la prejubilen perquè no lliga amb la nova imatge de l'empresa. Incapaç de remuntar el xoc, ella continua anant, per inèrcia, cada dia al descampat on abans estava el cinema i ara una constructora està aixecant les noves sales. Per una jugada de l'atzar, acaba enamorada i embolicada amb l'home que fa anar l'excavadora de l'obra.
Inicia una relació tendra i alhora agredolça, realitzada a les fosques a la caravana on l'empresa té les oficines. Ell està casat i no ho amaga. Malgrat això els dos aconsegueixen, gràcies a les seves trobades clandestines diàries, obrir una porta d'esperança per al futur. És una relació sense perspectives, que en el cas d'Anita, amb els seus cinquanta anys, l'ajuda a marcar un abans i un després en la seva vida.

## Repartiment
- Rosa Maria Sardà: 	Anita
- José Coronado: Antonio
- María Barranco: Natalia
- Isak Férriz: 	Dependent
- Jade Pradas: 	Bessona 1
- Arlem Pradas: 	Bessona 2
- Sònia Colom: 	Anita nena
- Mercè Arànega: 	Mare
- Josep Costa: 	Client peixateria 1
- Maribel Altés: 	Clienta peixateria 2
- Jordi Dauder: 	Sr. Leyva
- Aina Clotet: 	Anita jove
- Roger Coma: 	Cambrer
- Albert Trifol: 	Empleat INEM
- Santi Ibáñez: 	Espectador 1
- José L. Sansalvador: 	Veu de cine 1

## Premis i nominacions

### Premis
- 2001. Millor pel·lícula ibero-americana al Festival Mar del Plata per Ventura Pons

### Nominacions
- 2001: Premis Goya: Millor guió adaptat

## Crítica
"Una mirada lúcida a la maduresa i les seves complexitats en un film entranyable, fet amb el cor